# 塔扎
塔扎是非洲北部國家摩洛哥的城市，由塔扎-胡塞馬-陶納特大區負責管轄，位於該國北部非斯以東120公里，海拔高度510米，每年平均降雨量800.7毫米，老城區的主要街道是糧食市場和販賣地墊、地毯、珠寶和各種工藝品的集貿市場，2004年人口144,000。

## 外部連結
- Taza online （页面存档备份，存于） in French
- Great Mosque of Taza （页面存档备份，存于） in French
- Taza d'antan （页面存档备份，存于） in French
- Tazekka National Parc （页面存档备份，存于） in French
- Aït Sadden in French